# یخ‌شکن

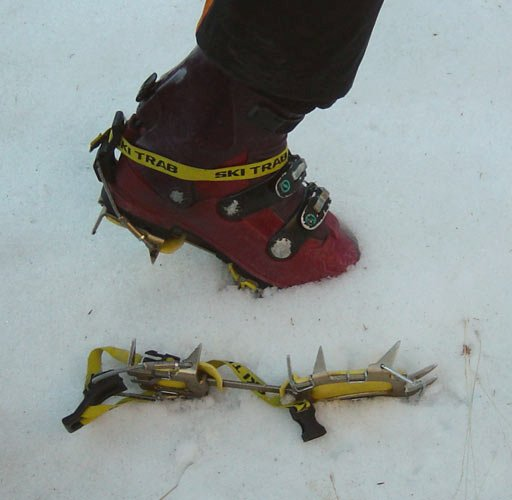
یخ‌شکن

یخ‌شکن یا کرامپون ابزار فلزی تیغه و سُخمه داری است که می‌توان با بند به زیر کفش وصل کرد تا از لغزش بر روی یخ و برف هنگام یخ‌نوردی جلوگیری شود.
گام برداری با کفپوش یخ‌شکن (روش فرانسوی) برای بسیاری از فعالیتهای کوهستانی از راه‌پیمایی روی یخچال‌ها گرفته تا اسکی کوهستانی بسیار معمول می‌باشد. اسکار اکنستاین مخترع نخستین یخ‌شکن مدرن است.